# Bassin lémanique
Ne doit pas être confondu avec Région lémanique.

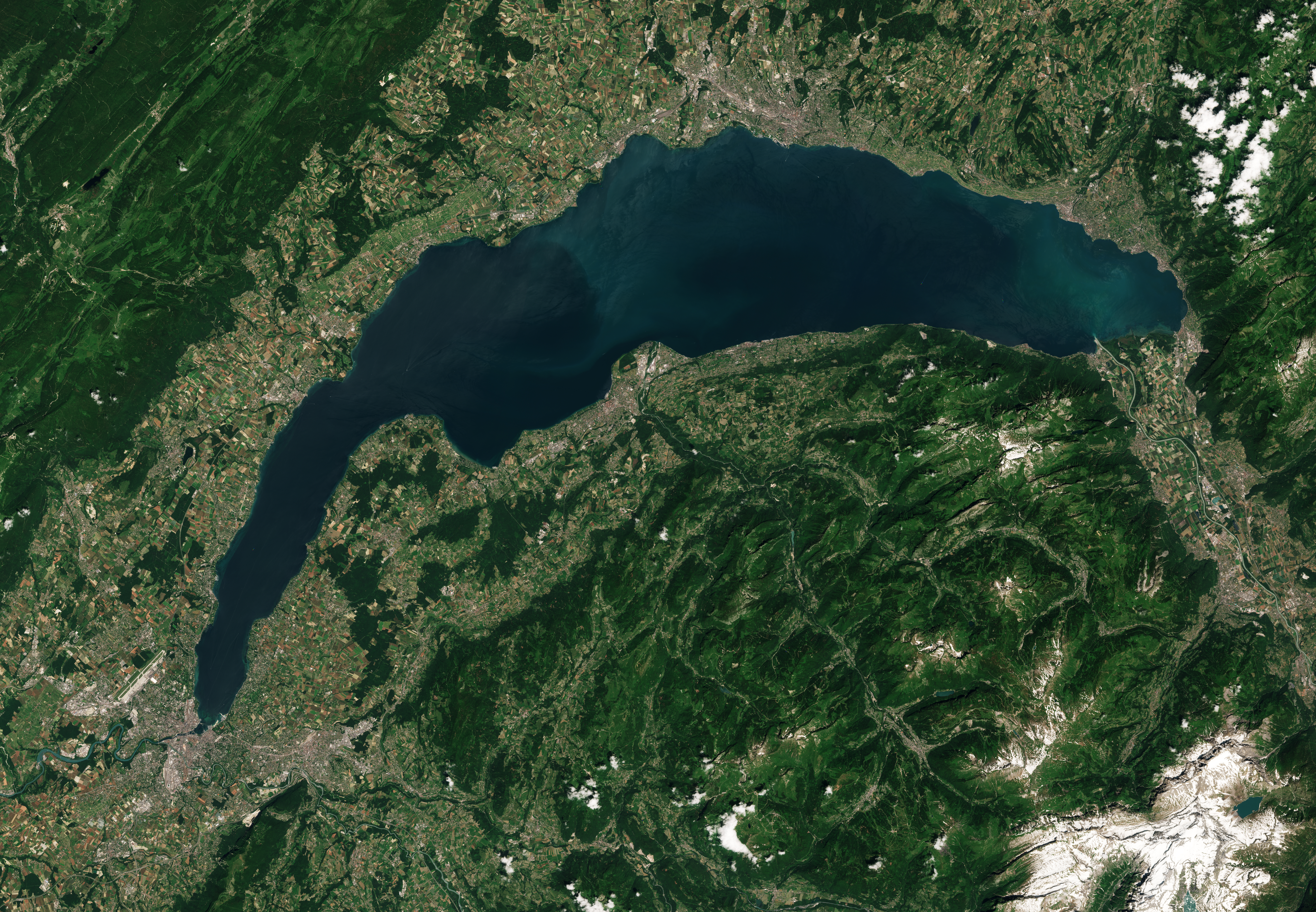
Image satellite du bassin lémanique.

Le bassin lémanique est une région naturelle de France et de Suisse formée par la dépression centrée sur le Léman et encadrée par le massif du Jura au nord-ouest, les Alpes au sud-est et le plateau suisse au nord-est. Comptant parmi les régions de Suisse et de Haute-Savoie les moins élevées en altitude et constituant une voie naturelle de communication entre le plateau suisse au nord-est, la vallée du Rhône suisse au sud-est et la vallée du Rhône française au sud-ouest, le bassin lémanique accueille de nombreuses infrastructures de transport (routes, autoroutes, voies de chemin de fer, aéroports, etc) et d'importantes villes telles Lausanne sur sa bordure nord, Thonon-les-Bains-Évian-les-Bains sur sa bordure sud ou encore l'agglomération de Genève à son extrémité sud-ouest.

## Géographie
Le bassin lémanique est encadré par les reliefs du plateau suisse (Jorat, mont Pèlerin) au nord, des Préalpes vaudoises et des Alpes bernoises à l'est, du massif du Chablais au sud et du massif du Jura au sud-ouest et au nord-ouest, notamment le Salève, la montagne de Sion, le Vuache, les monts Jura et la Côte. Son altitude se situe entre 350 et 600 mètres avec le rivage du Léman à 372 mètres d'altitude,. En forme d'arc d'une largeur maximale d'une vingtaine de kilomètres pour une longueur d'une centaine de kilomètres, son fond est occupé par le Léman et parcouru par le Rhône et l'Arve en aval au sud-ouest,. Cette dépression est un ombilic glaciaire créé au cours des différentes glaciations par le glacier du Rhône qui, provenant de la vallée du Rhône suisse et buttant contre le massif du Jura, est freiné dans son avancée et surcreuse ainsi le plateau suisse,.
D'un point de vue administratif, le bassin lémanique s'étend en Suisse — canton de Genève dans sa totalité, la frange sud du canton de Vaud auquel est parfois rattaché le canton du Valais — et en France — Pays de Gex dans le nord-est du département de l'Ain et la frange nord-ouest du département de la Haute-Savoie,.

## Économie
Dans le Grand Genève, l'activité économique est fortement marquée par les échanges transfrontaliers entre France et Suisse,,.
Le léman, une monnaie complémentaire, est ainsi créée en 2015 par certaines entreprises du bassin afin de faciliter leurs échanges économiques.